# Salix okamotoana
Salix okamotoana — вид квіткових рослин із родини вербових (Salicaceae).

## Морфологічна характеристика
Це кущ невисокий, до 25 см заввишки, мало розгалужений. Гілочки від зеленуватих до червонуватих, товсті, голі. Листки на коротких густо ворсинчастих ніжках; листкова пластина еліптична, 4–5 × 2.5–3.5 см; абаксіально (низ) шовковисто запушена; адаксіально злегка запушена; основа округла, край різко пилчастий, верхівка тупа чи загострена. Жіночі сережки циліндричні, 2–4 см.

## Середовище проживання
Ендемік Тайваню. Населяє гірські схили; 2900–3200 метрів.